# Gorka Sebestyén
Gorka Sebestyén Lukács (angolul: Sebastian Lukács Gorka) (London, Ealing kerület, 1970. október 22.–) magyar származású brit-amerikai biztonságpolitikai szakértő és politikai tanácsadó.
Emigráns magyar szülők gyermekeként Nyugat-Londonban született. A Londoni Egyetemen filozófiát és teológiát tanult. 22 éves korában Magyarországra költözött és a Zrínyi Miklós Katonai Akadémián a Stratégiai Védelmi Kutató Intézetben tudományos segédmunkatársként dolgozott. A Budapesti Corvinus Egyetem szerzett PhD fokozatot. A magyar közéletben egyre nagyobb szerepelt vállalt, de váratlanul 2008-ban az Amerikai Egyesült Államokba költözött.
Amerikai feleségével együtt elindították a Threat Knowledge Group tanácsadó céget és mellette a washingtoni Nemzetvédelmi Egyetemen tanított. Szerkesztőként és rovatvezetőként szélsőjobboldali internetes újságoknak dolgozott. Aktívan segítette Donald Trump elnökválasztási kampányát, aki 2017 januárjában helyettes tanácsadójának nevezte ki. 2017. augusztus 25-én azonban fel kellett adnia ezt a hivatalt és azóta biztonságpolitikai szakértőként dolgozik.

## Élete és munkássága
London elővárosában, Ealingben született 1956-os emigráns magyar szülők gyermekeként 1970-ben. Születésének pontos dátuma a róla szóló sok tucatnyi forrás egyikében sem szerepel, azokban sem, ahol magát kívánja bemutatni. Apja, Gorka Pál (1930–2003), – amint arról Gorka maga számolt be részletesen 2016-ban megjelent könyve, a Defeating Jihad: The Winnable War (A dzsihád legyőzése - A megnyerhető háború) című könyvének előszavában – 1948-tól Magyarországon, az egyetemet frissen elvégzett fiatalként, a brit hírszerzésnek dolgozott, amíg 1950-ben tíz évre el nem ítélték. Anyja Biró Zsuzsanna. Az apai nagyszülei Gorka Ágoston (1881–1947), az Országos Központi Hitelszövetkezet osztályfőnöke, bankhivatalnok, és Gondos Rózsa (1896–1983), budapesti polgári iskolatanítónő voltak.
A londoni egyetem filozófiai és teológiai karán szerzett diplomát. Egyetemista korában saját állítása szerint a brit hadsereg terrorelhárító részlegének tartalékos tagja volt, de hírszerzéssel nem foglalkozott. Mindenesetre a szóban forgó részleg hivatalos elnevezése – Gorka állításától eltérően – „UK Territorial Army, Intelligence Corps (22)” volt, azaz magában hordozta a hírszerzés szót. Más helyütt azt állította, hogy tevékenységének lényege az volt, hogy felmérje az Ír Köztársasági Hadsereg terroristái által jelentett veszélyt.
1992 végén, 22 évesen érkezett Magyarországra és azonnal bekerült főelőadóként az Antall-kormány Honvédelmi Minisztériumába. Kéri Kálmán, az MDF képviselője javasolta felvételét, és Joó Rudolf helyettes államtitkár tett eleget ennek a kérésnek. Később a Zrínyi Miklós Katonai Akadémiához tartozó Stratégiai Védelmi Kutató Intézetben volt tudományos segédmunkatárs. Ezután a Budapesti Corvinus Egyetemen védte meg PhD disszertációját a terrorizmus témakörében. Lánczi Andrással és Navracsics Tiborral együtt tagja volt az 1996-ban alapított Magyar Politikai Intézetnek. Számos róla szóló újságcikk szerint a Fidesz szakértője is volt biztonságpolitikai kérdésekben, de ennek nincs hivatalos nyoma. 1996-ban Sopronban összeházasodott az amerikai Katharine Fairfax Cornellel, aki ekkor Magyarországon élt.
2002-ben a Medgyessy Péter miniszterelnök állambiztonsági múltját vizsgáló bizottság meghívta szakértőnek, de az ehhez kötelező C típusú nemzetbiztonsági vizsgálaton nem felelt meg. Egykori munkatársai szerint ekkoriban is kiváló brit és amerikai kapcsolatai voltak, valószínűleg hírszerzőkkel is, ami befolyásolhatta a döntést.
2003-ban már erőteljesen bírálta a Fidesz Amerika-ellenességét. 2006-ban Piliscsabán független jelöltként indult a polgármesteri székért, de nem sikerült összefognia a Fidesszel és így alulmaradt a szocialista jelölttel szemben. A Fidesz 2006-os választási veresége után a hvg.hu-ra írt cikkében élesen bírálta Orbán Viktor politikáját a párton belüli demokrácia hiánya, Amerika-ellenessége és oroszbarátsága miatt, és távozásra szólította fel. Új Demokratikus Koalíció néven pártot is alapított, azonban a kezdeményezés érdeklődés hiányában hamarosan elhalt.
2008-ban feleségével az Egyesült Államokba távozott, ahol közösen indították el a Threat Knowledge Group tanácsadó céget . Emellett tanított a washingtoni National Defense Universityn és részt vett a hadseregen és a titkosszolgálatokon belüli képzési tevékenységben. Az FBI ugyanakkor kirúgta muszlimellenes előadásai miatt. Nemzetbiztonsági szerkesztőként, rovatvezetőként bekapcsolódott a Breitbart szélsőjobboldali internetes újság munkájába. A portál az „alternatív jobboldal” szócsövéből az elnökválasztási kampány idején Donald Trump egyik vezető orgánumává alakult át. De nem csak itt, hanem az amerikai média más intézményeiben, tv-csatornákon is aktívan részt vett a kampányban Trump oldalán. Ennek során is bírálta az Orbán-kormány politikáját „a NATO és Moszkva közötti lavírozás” miatt. Az új elnök beiktatásának napján bocskai viseletben, vitézi kitűzővel nyilatkozott az amerikai szélsőjobboldali Fox News tv-csatornának.
2017 január végén Donald Trump amerikai elnök helyettes tanácsadójává (Deputy Assistant) nevezte ki, mely poszthoz a szintén Trump tanácsadójaként dolgozó szélsőjobboldali publicista Steve Bannon révén jutott hozzá. 2017. augusztus 25-én egyes hírek szerint lemondott, más hírek szerint eltávolították posztjáról, miután Bannon is távozott Trump kabinetjéből.

### Kritikák
2016 januárjában a washingtoni Ronald Reagan repülőtéren feltartóztatták, mert egy 9 mm-es maroklőfegyvert találtak a poggyászában. Bűnös gondatlansággal vádolták meg, de a vádakat 2017 februárjában egy bíró végül ejtette.
Bírálták szakértelmét is, miután megvizsgálták a doktori munkáját. Daniel Nexon, a washingtoni Georgetown Egyetem professzora például azt kifogásolta, hogy Gorka úgy állítja be magát a radikális dzsihádista ideológia szakértőjének, hogy a Közel-Keleten nem töltött el hosszabb időt, nem tud arabul, ezért a Koránt is csak fordításban olvashatta. A disszertációban az iszlám és a demokrácia viszonyát egy 1953-as könyv alapján vizsgálja, a terrorizmus elemzéséhez pedig olyan könyvet használt, amelynek forrásai a Szovjetunió szétesése, az al-Káida létrejötte és a 2001. szeptember 11-ei New York-i támadás előtti időkből származnak. Gorka ettől függetlenül szakértőként szerepelt a médiában, aki többször is Trump védelmére kelt, ugyanakkor kritizálták „iszlamofób” hozzáállása és más, szakértők figyelmen kívül hagyása miatt.
Támadások érték Gorkát az amerikai sajtóban azért is, mert a Horthy Miklós alapította Vitézi rend jelvényét hordva jelent meg többször a médiában, Trump beiktatásának napján is azt viselte. Gorka állítása szerint soha nem volt a rend tagja, s a jelvényt csak az apja iránti tiszteletből viseli, aki még angliai tartózkodása alatt nyert felvételt a vitézek közé.

## Művei
- A budapesti EBESZ-csúcsértekezlet után, szerkesztők: Tálas Péter és Gorka Sebestyén, SVKI, Budapest, 1995, (Védelmi tanulmányok)
- A close-up view of European security. ISDS/NDU conference report on aspects of the Yugoslav crisis, partnership for peace, IFOR and NATO's future, szerk.: Tálas Péter és Sebestyén L. Gorka, Institute for Strategic and Defence Studies, Budapest, 1996
- The partnership for peace: the first year, szerk.: Tálas Péter, Jason Dury, Gorka Sebestyén; SVKI, Budapest, 1995 (Defence studies)
- The first post-cold war tranche of NATO expansion – Papers from the ISDS-CCMR Conference, Nov. 21-22nd 1997, szerk.: Sebestyén L. Gorka, SVKI, Budapest, 1998
- What's in the packsack? Contribution to European Security from Poland, the Czech Republic and Hungary, Institute for Strategic and Defence Studies, Budapest, 1999
- The Hungarian uprising – Fifty years on. Based on a talk by Sebestyén v. Gorka, Centre for Research into Post-Communist Economies, London, 2006
- A dzsihád legyőzése – A megnyerhető háború, fordította: Morvay Péter, Patmos Records, Budapest, 2017